# 布卢姆菲尔德 (肯塔基州)
布卢姆菲尔德（英語：Bloomfield），是美国肯塔基州的一座城市。建立于1803年，面积约为3.4平方公里（1.3平方英里）。根据2010年美国人口普查，该市的人口为838人。